# إقليم زيغنشور

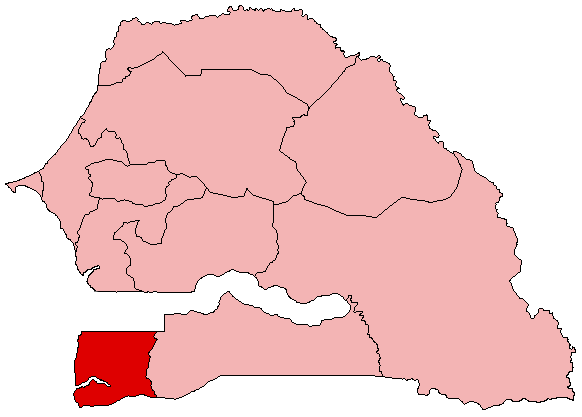
خريطة زينغشور

زينغشور هو إقليم في السنغال يضم 3 مقاطعات وهي بيغنونا وأوسويه ومقاطعة زينغشور.